# Phobos (glazbenik)
Phobos (rodno ime Petar Šakić, Zagreb), hrvatski producent iz Zagreba.

## Djelovanje
Petar je započeo s produciranjem hardcore glazbe 1999. dok 2000. radi na produkciji pjesama i zvukova. Četiri godine kasnije, Petar šalje svoj demo CD RIGE Entertainmentu koji prihvaća njegov demo. Nakon prihvaćanja demo CD-a, Petar 2005. dobiva prvi ugovor koji ga je doveo do prvih izdanja u DNA Tracksu i Megarave Recordsu iz Nizozemske. Trenutno producira druge stilove glazbe osim hardcorea i darkcorea.

## Diskografija
- 2005. - "Torture Chamber"
- 2005. - "On The Edge Of Darkness"
- 2005. - "The Crucified Colony"
- 2005. - "Spirit Crusher"
- 2005. - "The Moon"
- 2006. - "Don't Trust Anyone"
- 2006. - "Death Dealers"
- 2007. - "Feel My Hell"
- 2008. - Infected DNA
- 2008. - "Entering The 9th Circle"
- 2009. - "Acts Of War (feat. Cemon Victa)"
- 2009. - "DJ Dione - Silence Is Loud (Phobos Remix)"
- 2009. - "Succubi"

## Vanjske poveznice
- Diskografija
- Phobos na MySpaceu
- DNA Records